# Les Tragiques
Les Tragiques est une œuvre poétique d'Agrippa d'Aubigné publiée en 1616 sous le titre original : "Les Tragiques, données au public par le larcin de Prométhée. Au Dezert, par L.B.D.D". Cette œuvre est constituée de sept chants ou livres racontant les guerres de religion entre les Catholiques et les Protestants.

## Le texte desTragiques

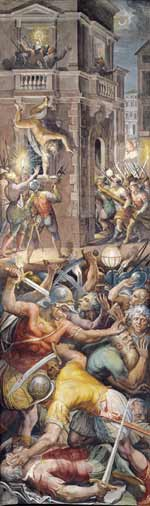
Le massacre de la Saint-Barthélemy par Giorgio Vasari, 1572-1573

À la fin de sa vie, d'Aubigné le protestant évoque dans ce texte les Guerres de Religion et témoigne avec colère des persécutions dont les siens ont été victimes.
Les Tragiques reste son œuvre la plus connue aujourd’hui. Ce vaste poème épique et satirique en sept livres (Misères, Princes, Chambre dorée, Feux, Fers, Vengeances, Jugement) raconte les malheurs de la France pendant les guerres de religion, et en appelle au jugement de Dieu pour trancher entre les Justes et les Méchants. L'écriture des poèmes débute à une date incertaine, mais probablement vers 1572. Les Tragiques ne sont publiés qu’en 1616, puis dans une version profondément remaniée par d’Aubigné en 1623. Cette œuvre a peu de succès à sa publication : en effet, une trentaine d'années sépare l'écriture et la publication, l'esthétique poétique avait donc eu le temps de changer significativement. Elle est redécouverte au XIXe siècle.
Par sa composition, l'œuvre renvoie aux sept sceaux de l’Apocalypse ; le dernier livre raconte le Jugement Dernier où les catholiques et les apostats seront damnés, tandis que les protestants demeurés fidèles à leur foi prendront place aux côtés de Dieu.
Nés durant l'époque des guerres de religion, Les Tragiques ont une valeur marchande. En effet, les références bibliques semées à travers le poème poussent les fidèles à se procurer la Bible.
Le texte fait état de la condamnation de Philippe de Gastine.

## Conditions d'écriture
À la différence de Ronsard décrivant par symboles, dans ses textes, les effets de la guerre civile, d’Aubigné nourrit son œuvre de ses propres souvenirs. Ainsi, dans le livre V, Les Fers, il évoque le supplice des conjurés d’Amboise, auquel il a assisté à l'âge de huit ans ; ou encore le massacre de la Saint-Barthélémy (24 août 1572). Aujourd'hui, les spécialistes de l'œuvre, influencés par les thèses freudiennes, voient dans ces peintures morbides les séquelles de troubles survenus pendant la petite enfance de l'auteur[réf. nécessaire].

## Éditions modernes
- Les Tragiques, éd. établie par Frank Lestringant, Paris, Gallimard, coll. "Poésie", 1995.
- Les Tragiques, éd. établie par Jean-Raymond Fanlo, Paris, Champion, 2000.
- Les Tragiques, éd. numérique établie par Samizdat, Québec, 2013

## Anthologies
- Claude-Gilbert Dubois, Les Tragiques, Paris,  Nizet, collection Ducros, 1975.

## Critiques

### Ouvrages
- Marie-Madeleine Fragonard, La pensée religieuse d'Agrippa d'Aubigné, Paris, 1986.
- Frank Lestringant,  Agrippa d'Aubigné. Les Tragiques, Paris, PUF, 1986.
- Jean-Raymond Fanlo, Tracés, ruptures. La composition instable des «Tragiques », Paris, Champion, 1990.
- Marie-Madeleine Fragonard et Madeleine Lazard (dir.), Les Tragiques d'Agrippa d'Aubigné, Paris, Champion, collection Unichamp, 1990.
- Marie-Hélène Prat, Les mots du corps. Un imaginaire lexical dans Les Tragiques d’Agrippa d’Aubigné, Genève, Droz, 1996.
- Olivier Pot (dir.),  Poétiques d’Aubigné, Genève, Droz, 1999.

### Articles
- Frank Lestringant, « L’ouverture des Tragiques. D’Aubigné, César, Moïse », Bulletin de la Société d’Histoire du Protestantisme français, 1987, t. 133, pp. 5-22.
- Yves Delègue, « Le manuscrit trouvé : du non-topos au topos », J. Herman et F. Hallyn (dir.), Le topos du manuscrit trouvé, 1999, Louvain-Paris, Peeters, p. 35 sqq.
- Franco Giacone, « Les Tragiques d’Agrippa d’Aubigné et les vaudois », Revue de l’histoire des religions, 2000, 217-1, p. 179-196.
- Jean-Raymond Fanlo, « Les tragiques d’Agrippa d’Aubigné : un titre et sa portée », Études françaises, vol. 44, no 2,‎ 2008, p. 107-118 (lire en ligne).